# Mösendorf
Mösendorf ist ein Dorf und eine Ortschaft der Marktgemeinde Vöcklamarkt in Oberösterreich. Mit 404 Einwohnern (Stand 1. Jänner 2024) ist es die drittgrößte Ortschaft in der Gemeinde. Mösendorf liegt rund 2 km südwestlich von Vöcklamarkt an der Salzburger Straße (B1). Im Norden läuft die Westbahn am Ort vorbei.

## Geschichte
Archäologisch ist für Mösendorf eine römische Besiedlung nachgewiesen. Möglicherweise trug diese den lateinischen Namen Laciacis, der in zwei spätantiken Dokumenten, der Tabula Peutingeriana und dem Itinerarium Antonini, nachgewiesen ist. Für die Identifizierung von Laciacis sind jedoch auch andere Ortschaften im Gespräch, etwa das westlich gelegene Frankenmarkt. Durch das heutige Mösendorf verlief die Römerstraße von Ovilava (Wels) nach Iuvavum (Salzburg). Davon zeugt unter anderem ein römischer Meilenstein, dessen Original heute vor der Pfarrkirche in Vöcklamarkt aufgestellt ist. Eine bereits in den 1860er Jahren teilweise ausgegrabene Gebäudestruktur, die seitdem wiederholt als mögliche antike Straßenstation (mansio) diskutiert wurde, konnte durch Geomagnetik- und Bodenradar-Untersuchungen als spätantike militärische Kleinfestung (burgus) identifiziert werden. Sie ist noch in der Stiftungsurkunde von Kloster Mondsee aus dem Jahr 748 als „burchstal“ erwähnt und wird seit ihrer Auffindung im 19. Jahrhundert wieder als „Burgstall“ bezeichnet.

## Wirtschaft
Größtes Unternehmen ist die Firma Bubna, das vor einigen Jahren seinen Firmensitz hierher verlegt hat. Das Unternehmen vertreibt Werbeartikel und Messesysteme für Kunden in ganz Österreich.

## Kirche

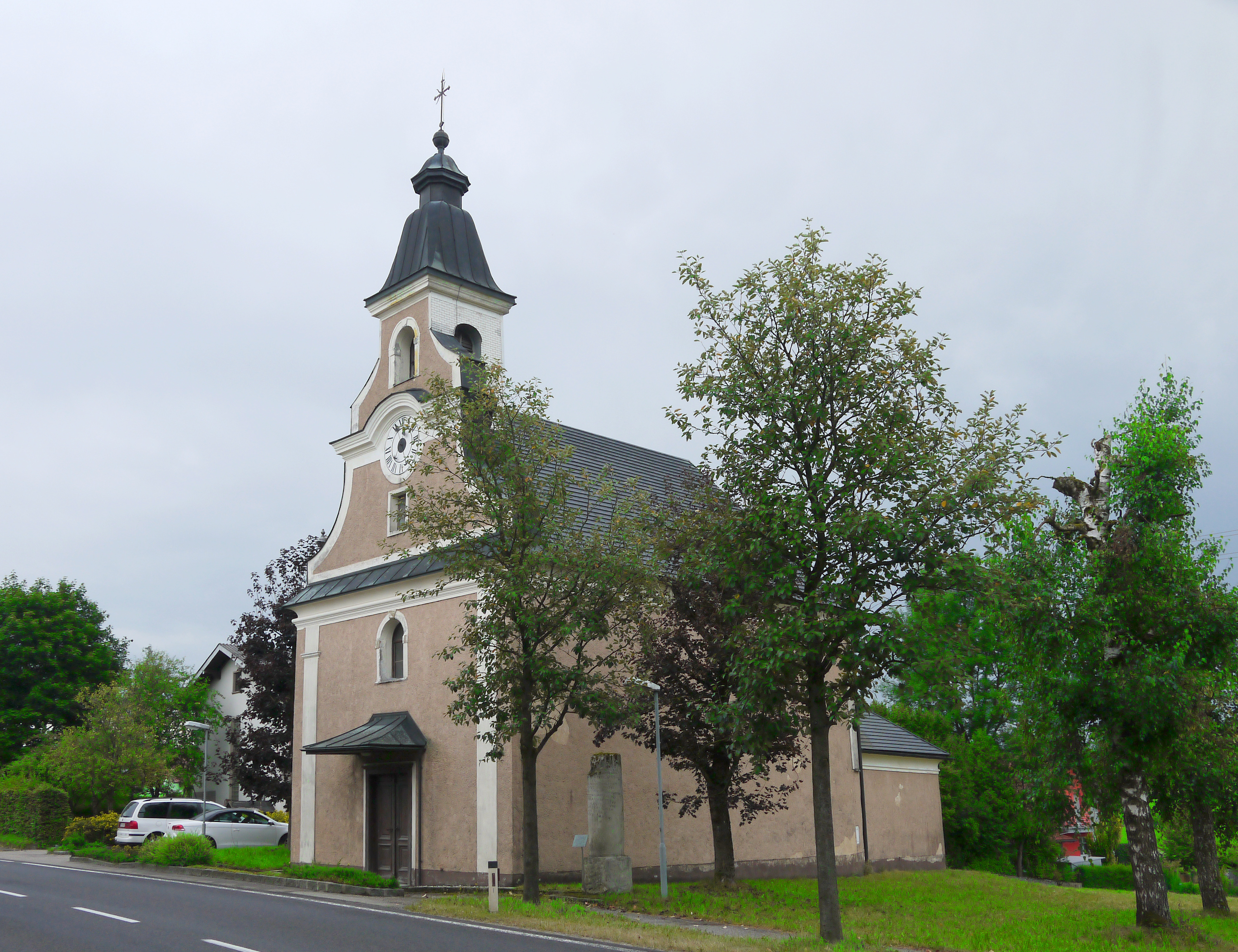
Kath. Filialkirche hl. Laurentius mit dem Meilenstein neben der Kirche

Die Kirche, eine Filialkirche der Pfarre Vöcklamarkt, ist dem heiligen Laurentius geweiht. Die bei einem Brand zerstörte Kirche wurde wiederaufgebaut und im Jahr 1900 neu eingeweiht. Um die Kirche erkennt man noch den aufgelassenen Friedhof.

## Feuerwehr
Am 30. August 1895 zerstörte ein großer Brand den halben Ort mitsamt der Kirche und in den Jahren 1902 und 1903 legte ein Brandstifter mehrere Feuer, sodass man 1904 eine Freiwillige Feuerwehr gründete.  Der Brandstifter, der aufgrund eines am Tatort hinterlegten Schriftstückes überführt werden konnte, wurde zu zwölf Jahren schwerem Kerker verurteilt.